# إبراهيم بن معقل
إبراهيم بن معقل قاضي وأحد رواة الحديث النبوي ، هو أبو اسحاق إبراهيم بن معقل بن الحجاج النسفي ، قاضي مدينة نسف التي يقال لها أيضا نخشب (حاليا قرشي في أوزبكستان) سمع الحديث من قتيبة بن سعيد وجبارة بن المغلس وهشام بن عمار، وأبا كريب وأحمد بن منيع ومن في طبقتهم، حدث عنه علي بن إبراهيم الطغامي وخلف بن محمد الخيام وعبد المؤمن بن خلف ومحمد بن زكريا وولده سعيد بن إبراهيم ، له من الكتب المسند الكبير و التفسير، حدث عنه محمد بن إسماعيل البخاري في صحيحه صحيح البخاري ، توفي في ذي الحجة سنة 295 هـ.